# Andreas Dietziker
Andreas Dietziker (Goldingen, 15 oktober 1982) is een Zwitsers voormalig wielrenner. Eind 2012 heeft hij zijn fiets aan de wilgen gehangen.

## Belangrijkste overwinningen
2003
- 2e etappe Ronde van Berlijn (U23)
- Eindklassement Ronde van Berlijn (U23)

2004
- Zwitsers kampioen tijdrijden, beloften

2007
- Ronde van Mendrisiotto
- 5e etappe Ronde van Rijnland-Palts

2010
- Ronde van Mendrisiotto

2012
- 2e etappe B Internationale Wielerweek (ploegentijdrit)

## Resultaten in voornaamste wedstrijden
| Jaar | Ronde van Italië | Ronde van Frankrijk | Ronde van Spanje |
| ---- | ---------------- | ------------------- | ---------------- |
| 2005 |                  |                     |                  |
| 2009 |                  |                     |                  |
| 2011 |                  |                     |                  |
| 2012 | 109e             |                     |                  |

| Jaar | Parijs-Brussel | Eschborn-Frankfurt |
| ---- | -------------- | ------------------ |
| 2005 | 13e            |                    |
| 2009 |                | 19e                |
| 2011 |                | 9e                 |
| 2012 |                | 19e                |

Aggiano ·
Bates ·
Beuchat ·
Borghi ·
Chalilov · 
Contrini ·  
De Paoli ·
Dietziker · 
Gavazzi ·
Iannetti ·
Konysjev · 
Maccanti ·
Marzoli · 
Maserati ·
Metloesjenko · 
Muraglia ·
Ochoa ·
Pieri ·   
Traficante ·
Valoti ·
Gatto (stagiair) · 
Page (stagiair)
Bailetti ·
Bellin ·
Beuchat ·
Božič ·
Callegarin · 
Celli ·  
Chiarini ·
Dietziker · 
Ferrara ·
José Enrique Gutiérrez · 
José Ignacio Gutiérrez ·
Marcato ·
Marzoli · 
Maserati ·
Nardello · 
Proch ·
Rossi ·
Solari ·   
Tiberio ·
Traficante